# Bảo tàng Julian Fałat
Bảo tàng Julian Fałat (tiếng Ba Lan: Muzeum Juliana Fałata) là một bảo tàng tiểu sử và nghệ thuật, tọa lạc tại số 34 Phố Fałata, làng Bystra, xã Wilkowice, huyện Bielsko, tỉnh Śląskie, Ba Lan. Bảo tàng Julian Fałat là một chi nhánh của Bảo tàng Bielsko-Biała.

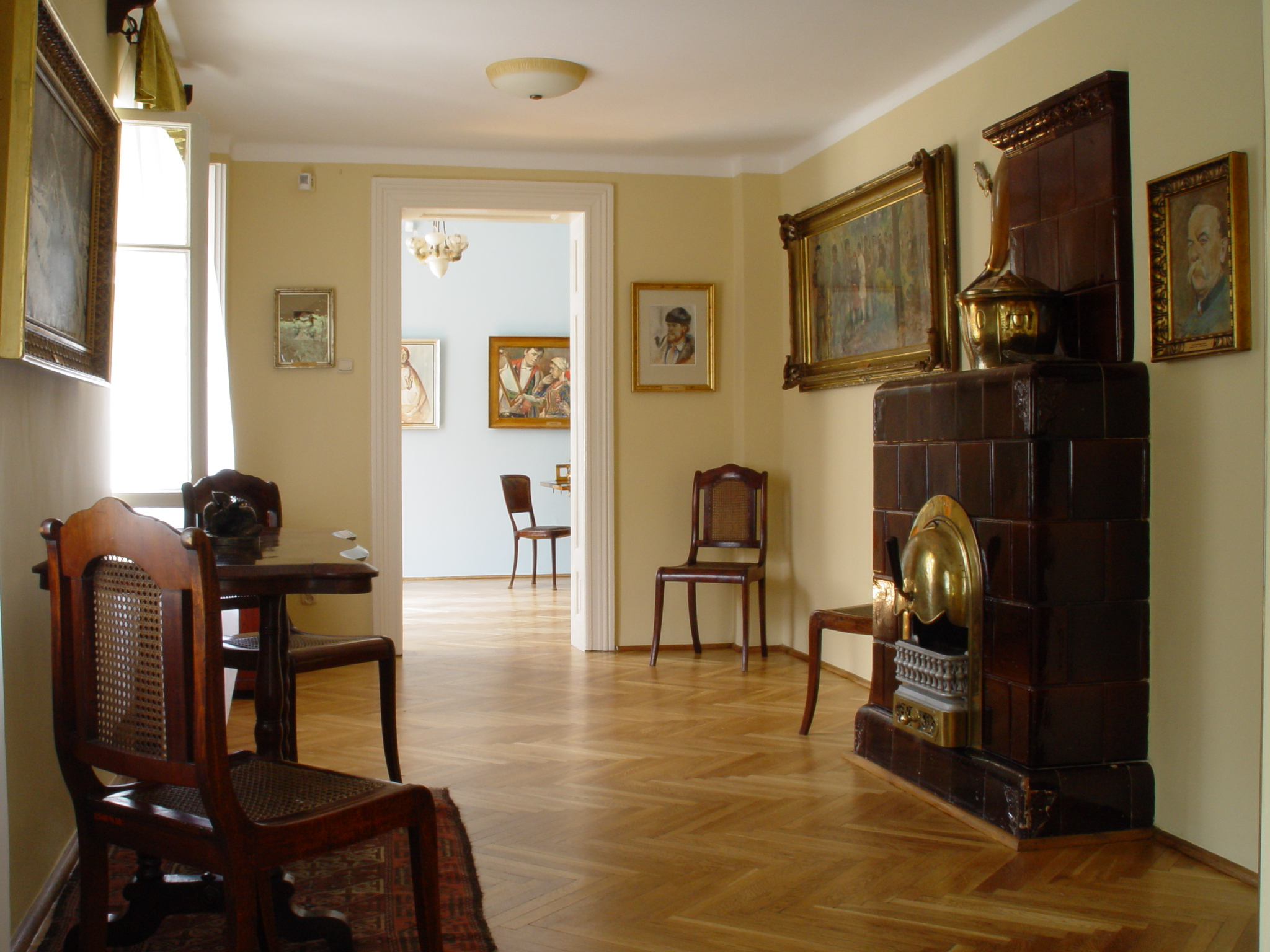
Triển lãm trong Bảo tàng

Các bộ sưu tập của Bảo tàng được đặt trong biệt thự lịch sử "Fawatówka" của họa sĩ Julian Fałat. Ông chuyển đến sống ở ngôi nhà này vào năm 1910, sau khi từ chức giám đốc Học viện Mỹ thuật ở Kraków.
Bộ sưu tập của Bảo tàng Julian Fałat hiện được triển lãm trong tám phòng ở tầng trệt và tầng một của ngôi biệt thự, bao gồm các bức tranh sơn dầu và tranh màu nước (chân dung tự họa, chân dung gia đình và bạn bè, cảnh quan thành phố, và các chủ đề khác).
Bảo tàng Julian Fałat còn trưng bày các tài liệu và hình ảnh có liên quan đến cuộc đời và công việc của Julian Fałat - một trong những họa sĩ người Ba Lan kiệt xuất nhất. Trong đó, các hiện vật và kỷ vật có giá trị nhất bao gồm: những bằng cấp và giải thưởng mà Julian Fałat đã giành được tại các cuộc triển lãm nghệ thuật trên quy mô quốc gia và quốc tế từ năm 1880 đến năm 1929, và các thứ khác.